# Spore
Spore este un joc video de simulare și strategie creat de Will Wright și dezvoltat de Maxis, o filială a Electronic Arts. Jocul a fost lansat pe 7 septembrie 2008 în America de Nord și în Europa pe 5 septembrie 2008. Spore permite jucătorilor să controleze dezvoltarea unei specii de la stadiul unicelular până la explorarea galactică. Jocul este recunoscut pentru amploarea și complexitatea sa, oferind o combinație unică de simulare a evoluției, crearea de creaturi și explorare spațială.

## Istoria Dezvoltăriiv
Dezvoltarea jocului Spore a început în 2000, fiind un proiect ambițios al lui Will Wright, cunoscut pentru crearea jocurilor The Sims și SimCity. Wright a dorit să creeze un joc care să acopere întreaga istorie a vieții, inspirându-se din biologie, paleontologie, astrobiologie și teoria evoluției. Proiectul a fost anunțat oficial în 2005, iar lansarea sa a fost mult așteptată datorită renumelui lui Wright și promisiunii de a revoluționa genul de simulare.

## Gameplay
Jocul este împărțit în cinci etape distincte, fiecare având mecanici și obiective unice:

### 1. Etapa Celulară
Jocul începe cu o creatură unicelulară într-o baltă primordială. Jucătorii controlează creatura în timp ce navighează prin mediu, hrănindu-se cu plancton sau atacând alte celule pentru a supraviețui și a evolua. Scopul acestei etape este de a acumula suficientă ADN pentru a trece la următoarea etapă.

### 2. Etapa Creaturii
După ce creatura evoluează într-un organism multicelular, jucătorii pot explora un mediu 3D, interacționând cu alte creaturi. Aceste interacțiuni pot fi fie prietenoase, fie agresive. Jucătorii pot personaliza creatura lor cu diverse părți ale corpului, influențând abilitățile și apariția sa.

### 3. Etapa Tribală
În această etapă, creaturile au devenit suficient de avansate pentru a forma triburi. Jucătorii gestionează un mic sat și încearcă să supraviețuiască prin colectarea resurselor și interacționarea cu alte triburi. Acesta este primul pas către organizarea socială și complexitatea culturală.

### 4. Etapa Civilizației
Creaturile formează orașe și națiuni, iar jucătorii trebuie să gestioneze economia, tehnologia și relațiile diplomatice. Scopul este de a domina planeta fie prin mijloace militare, fie economice sau culturale.

### 5. Etapa Spațială
Cea mai complexă și extinsă etapă, unde jucătorii explorează galaxia, colonizează alte planete și interacționează cu alte civilizații extraterestre. Etapa spațială este deschisă, permițând o varietate de obiective și moduri de joc.

## Crearea și Personalizarea
Unul dintre elementele centrale ale jocului Spore este sistemul de creare și personalizare. Jucătorii au la dispoziție instrumente extinse pentru a-și crea creaturile, vehiculele și clădirile. Editorul de creaturi permite ajustarea formei corpului, a membrelor, a culorii și a modelului, oferind o libertate creativă aproape nelimitată. În fiecare etapă, noile evoluții și adaptări influențează abilitățile și comportamentul creaturii.

## Interacțiunea Online
Spore permite jucătorilor să-și împărtășească creațiile online. Prin intermediul Sporepedia, o bază de date online, jucătorii pot descărca și încorpora creațiile altor jucători în propriul lor joc. Această funcționalitate a creat o comunitate activă și diversificată în jurul jocului, cu milioane de creaturi, vehicule și clădiri disponibile pentru descărcare.

## Tehnologie și Grafică
Spore a fost lăudat pentru tehnologia sa avansată, inclusiv pentru motorul grafic care permitea personalizarea detaliată a creaturilor. Creaturile sunt generate procedural, ceea ce înseamnă că fiecare creatură creată de jucători este unică. Jocul utilizează de asemenea un sistem complex de animație care adaptează mișcările creaturilor în funcție de designul lor.

## Recepție, Critici și Controverse
Spore a primit recenzii mixte la lansare. Deși a fost lăudat pentru conceptul său inovator și pentru libertatea creativă oferită jucătorilor, a fost criticat pentru lipsa de profunzime în unele etape și pentru repetitivitatea gameplay-ului. Cu toate acestea, jocul a fost un succes comercial și a generat o comunitate activă de jucători care continuă să creeze și să împărtășească conținut personalizat.
În ciuda succesului său, Spore nu a fost lipsit de controverse. Sistemul de protecție DRM (Digital Rights Management) implementat de Electronic Arts a fost criticat dur de jucători și de comunitatea de gaming, fiind considerat prea restrictiv. În plus, unele aspecte ale gameplay-ului au fost percepute ca fiind simplificate excesiv, ceea ce a dus la dezamăgirea unor jucători care așteptau o experiență mai complexă.

## Premii și Nominalizări
Spore a câștigat numeroase premii și nominalizări, inclusiv premii pentru cel mai bun joc de simulare și cea mai bună inovație tehnică. De asemenea, a fost recunoscut pentru contribuția sa la dezvoltarea jocurilor video ca formă de artă interactivă.

## Expansiuni și Conținut Adițional
În urma succesului inițial, Spore a primit mai multe pachete de expansiune și conținut descărcabil, incluzând:
- Spore: Creepy & Cute Parts Pack - un pachet de părți suplimentare pentru creaturi.
- Spore Galactic Adventures - adaugă misiuni suplimentare și posibilitatea de a crea aventuri spațiale personalizate.
- Spore Creature Creator - o versiune autonomă a editorului de creaturi, disponibilă înainte de lansarea jocului complet.

## Comunitatea Spore
Comunitatea de jucători Spore a fost activă în crearea și distribuirea de creaturi, vehicule, clădiri și aventuri personalizate. Maxis a susținut această comunitate prin Sporepedia, o platformă online unde jucătorii pot încărca și descărca creațiile altora.

## Impact și Moștenire
Spore a avut un impact semnificativ asupra genului de simulare și asupra jocurilor video în general. A introdus concepte noi de gameplay și a demonstrat potențialul creației procedurale. Jocul a inspirat numeroase alte titluri și a contribuit la discuțiile despre evoluție și viața extraterestră.
Spore rămâne un titlu emblematic în istoria jocurilor video, cunoscut pentru ambiția și inovația sa. Deși nu a îndeplinit toate așteptările inițiale, jocul a oferit o experiență unică și a stimulat imaginația a milioane de jucători din întreaga lume.
1. 1 2   https://cdaction.pl/gry/spore, accesat în 4 februarie 2025 Lipsește sau este vid: |title= (ajutor)
2. 1 2  Internet Game Database, accesat în 4 martie 2025
3. ↑  redump.org
4. ↑  SPORE, ESRB rating database